# 三河塩津駅

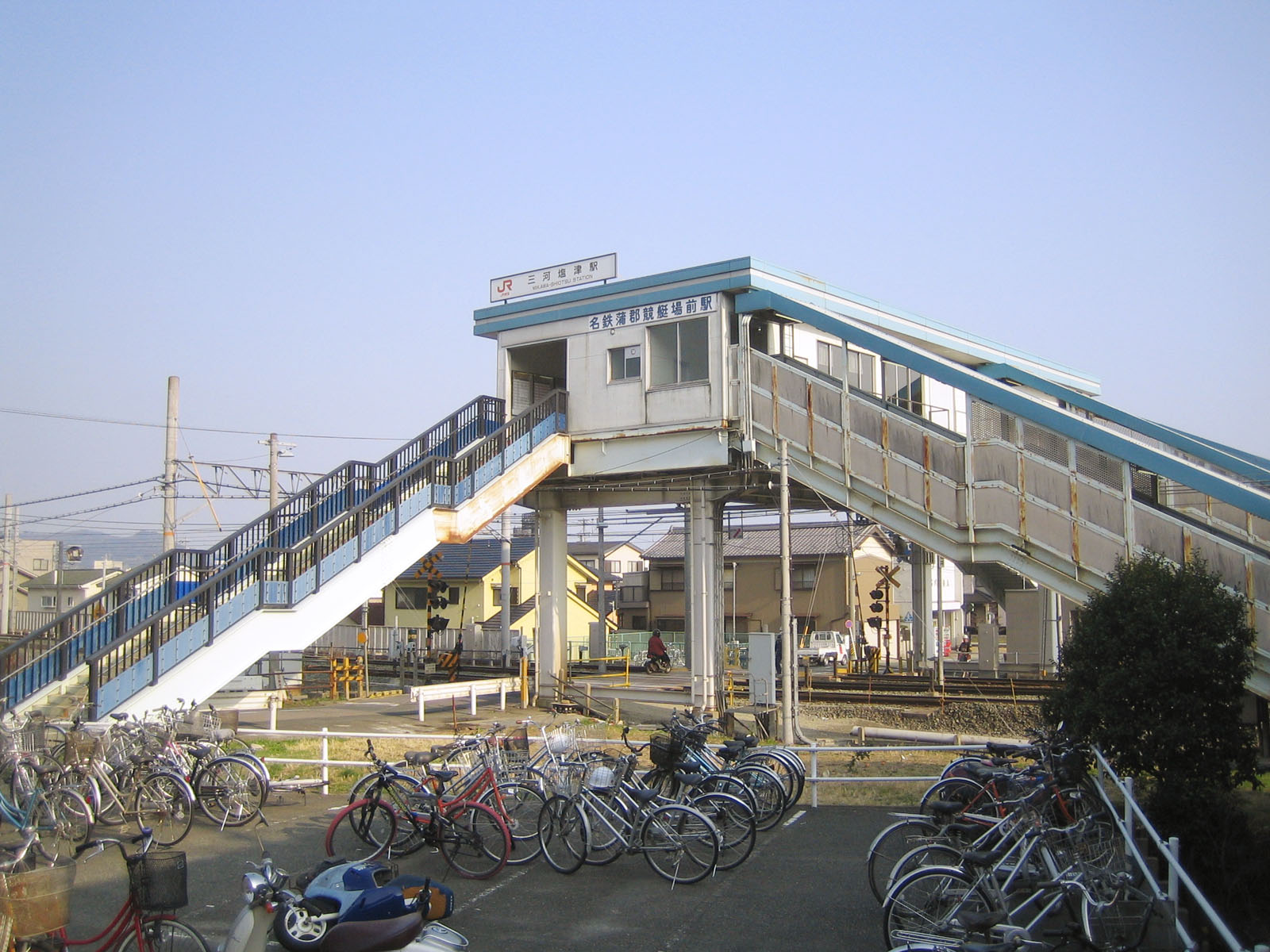
北口（2006年3月）

三河塩津駅（みかわしおつえき）は、愛知県蒲郡市竹谷町油井にある、東海旅客鉄道（JR東海）東海道本線の駅である。駅番号はCA48。
運行形態の詳細は「東海道線 (名古屋地区)」を参照。

## 概要
蒲郡競艇場の利用客を見込んでJR化後に開業した請願駅である。当駅から隣の蒲郡駅までは、名古屋鉄道（名鉄）蒲郡線が並走する。
当駅が開業する前まで、豊橋方面から蒲郡競艇場へ行く場合は蒲郡駅で名鉄蒲郡線に乗り換えなければならなかったが、開業によって乗り換えなしで行けるようになった。当駅の開業の影響などもあり、名鉄蒲郡線の蒲郡競艇場前駅の利用客は減少している。なお、同線には1968年（昭和43年）9月30日まで「塩津駅」があった（後に蒲郡競艇場前駅として統合）。
停車列車は、普通列車と区間快速である。日中は上下線とも毎時2本の停車本数となる。蒲郡競艇場で大きなレースが開催される場合は新快速や快速がごく稀に臨時停車することがある。
2008年（平成20年）3月の横断歩道橋設置に伴い駅の東側にあった油井踏切は廃止され、三河三谷 - 当駅間の踏切は全て廃止された。
東京・大垣間の夜行普通列車は、当駅開業後も長らく当駅のみ通過していた。

## 歴史
- 1987年（昭和62年）8月：蒲郡市が駅設置を請願[4]。
- 1988年（昭和63年）11月16日：東海旅客鉄道（JR東海）により、東海道本線蒲郡 - 三ケ根間に新設開業[1]。建設費1億5000万円（内蒲郡市が1億3000万円、JR東海が2000万円を負担）[4]。
- 2006年（平成18年）11月25日：TOICA導入。
- 2017年（平成29年）
  - 9月30日：JR全線きっぷうりばの営業を終了[5]。
  - 10月1日：集中旅客サービスシステム（現・お客様サポートサービス）の使用開始に伴い終日無人化[3][5]。

## 駅構造
相対式ホーム2面2線を有する地上駅で、橋上駅舎を備える。
外部と駅舎の間、また駅舎とホームとの間は階段のみでエレベーター、エスカレーターは無い。
名鉄蒲郡競艇場前駅への階段が橋上駅舎から繋がっているが、改札は別となっている。
蒲郡駅が管理する無人駅である。
駅舎内には自動券売機（TOICA等ICカード対応）1台、扉の無い自動改札機（TOICA対応）が設置されている。

### のりば
| 番線 | 路線          | 方向 | 行先             |
| ---- | ------------- | ---- | ---------------- |
| 1    | CA 東海道本線 | 下り | 岡崎・名古屋方面 |
| 2    | CA 東海道本線 | 上り | 豊橋・浜松方面   |

蒲郡駅方の高架化の際に線路が若干移動した関係で、1番線の階段付近はホームが少し狭くなっている。

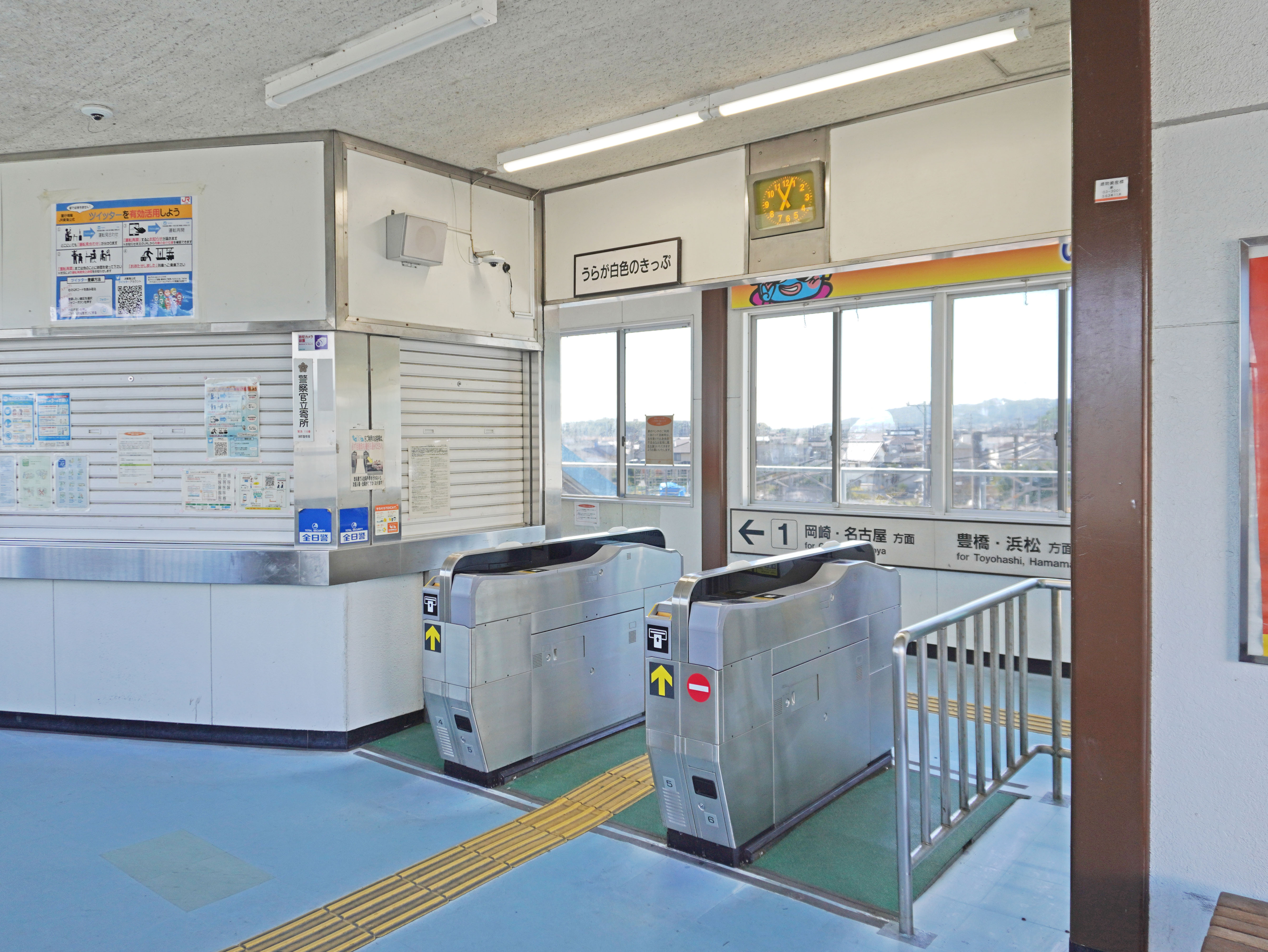
改札口（2022年10月）
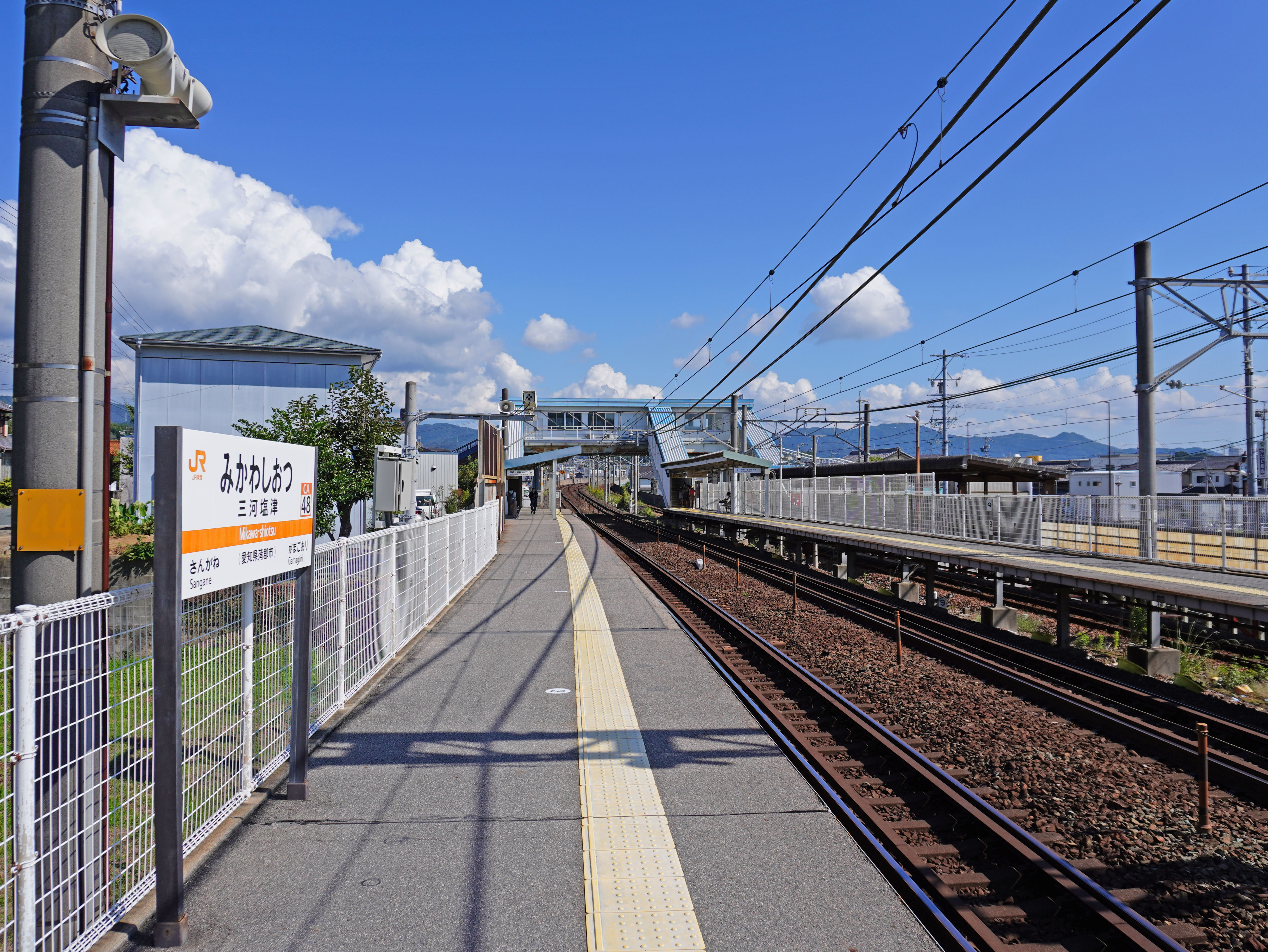
ホーム（2022年10月）
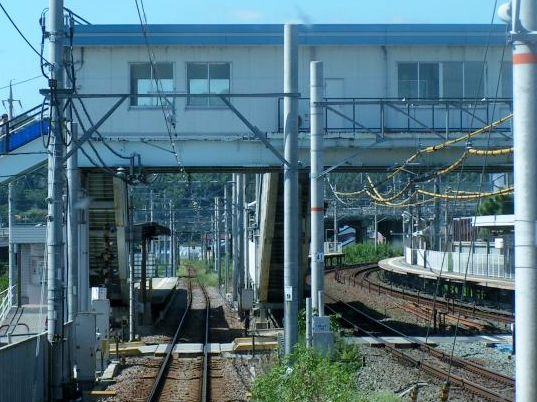
隣接の様子。左は名鉄蒲郡線（2005年9月）
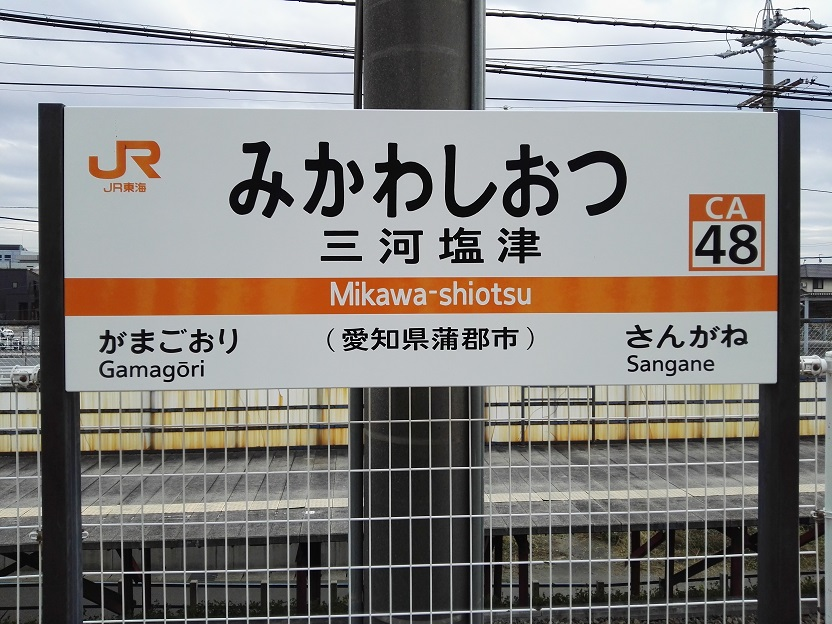
駅名標（2018年11月）

## 利用状況
「蒲郡の統計」によると、近年の1日平均乗車人員は以下の通り。JRにおける蒲郡競艇場への最寄り駅ではあるが、隣の蒲郡駅（特別快速・新快速・快速停車駅）から競艇場まで無料送迎バスが運行されているため開催日でも利用者はそれほど多くない。
| 年度               | 1日平均 乗車人員 |
| ------------------ | ---------------- |
| 2005年（平成17年） | 1,934            |
| 2006年（平成18年） | 1,667            |
| 2007年（平成19年） | 1,542            |
| 2008年（平成20年） | 1,501            |
| 2009年（平成21年） | 1,436            |
| 2010年（平成22年） | 1,350            |
| 2011年（平成23年） | 1,337            |
| 2012年（平成24年） | 1,246            |
| 2013年（平成25年） | 1,291            |
| 2014年（平成26年） | 1,290            |
| 2015年（平成27年） | 1,334            |
| 2016年（平成28年） | 1,282            |
| 2017年（平成29年） | 1,324            |
| 2018年（平成30年） | 1,342            |
| 2019年（令和元年） | 1,412            |
| 2020年（令和02年） | 1,224            |
| 2021年（令和03年） | 1,291            |

## 駅周辺

### 北口
- 愛知県道383号蒲郡碧南線
- 蒲郡市立塩津小学校
- しおつ児童館
- 竹谷公民館
- 塩津郵便局
- 白山神社
- 浄夢院
- 愛知工科大学

### 南口
- 国道23号
- 蒲郡競艇場

## 隣の駅
東海旅客鉄道（JR東海）
CA 東海道本線
■特別快速・■新快速・■快速
通過
■区間快速・■普通
蒲郡駅 (CA47) - 三河塩津駅 (CA48) - 三ケ根駅 (CA49)